# Powiat mariampolski
Powiat maryampolski od 1795 do 1807 r. powiat departamentu białostockiego pruskiej prowincji Prusy Nowowschodnie, następnie w departamencie łomżyńskim Księstwa Warszawskiego, potem, od 1816 w Królestwie Kongresowym, w województwie augustowskim, następnie (od 1837) guberni augustowskiej. W 1867 r. wszedł w skład guberni suwalskiej, zmniejszony. 10 października 1920 r. na podstawie umowy suwalskiej wszedł w skład Litwy. Ośrodkiem był Mariampol.